# Pierre Gamboa
Pierre Gamboa, né le 1er février 1933 à Pontoise et mort le 19 novembre 2014 à Montauban, est un homme politique français. Membre du Parti communiste français, il était sénateur de l’Essonne.

## Biographie
Pierre Gamboa est né le 1er février 1933 et mort le 19 novembre 2014.
Pierre Gamboa est journaliste dans le civil. En 1996, il fonde l’association de recherche des fonderies du Pays d'Ans et de la route des canons.
Pierre Gamboa est élu sénateur de l’Essonne le 25 septembre 1977, il reste en fonction durant un seul mandat jusqu’au 1er octobre 1986. 